# Эйринг, Генри
Генри Эйринг (англ. Henry Eyring, 20 февраля 1901 — 26 декабря 1981) — американский химик-теоретик мексиканского происхождения, специалист в области изучения скоростей химических реакций и промежуточных соединений, член Международной Академии Квантово-Молекулярных Исследований.

## Биография
Эйринг родился в 1901 году в мормонской общине Колонии-Хуарес в Мексике. Отец Генри был успешным фермером и разводил крупный рогатый скот. Однако начало мексиканской революции в 1910 дестабилизировало политическую ситуацию до такой степени, что семья Генри вместе с другими колонистами мигрировала в Эль-Пасо штата Техас в середине июля 1912 года.
Спустя два года отец Генри купил небольшую ферму вблизи Пимы в Аризоне. Генри продолжил обучение, которое начал ещё в Мексике, в Пиме в 1914 году. Затем учился в Гильской Академии — церковной школе возле Пимы, которую окончил в 1919 году. Он делал большие успехи в математике и естественных науках и решил получить инженерную специальность в Университете Аризоны.
После окончания бакалавриата в 1923 году по специальности «горный инженер» Эйринг продолжил учёбу в Университете Аризоны и получил степень магистра в области металлургии весной 1924 года. Далее Генри преподавал химию в Университете Аризоны один учебный год (1924—1925). В университете Беркли он получил докторскую степень (Ph.D., 1927).
На химическом факультете Университета Висконсина он продолжил начатую в Беркли работу по изучению взаимодействия газов с альфа-частицами. В 1928 году он начал работать в лаборатории Фэрингтона Дэниэльса, где изучал разложение N2O5 в различных растворителях. Именно здесь он начал исследования в области химической кинетики.
К этому времени относится начало сотрудничества с Майклом Поляни. Эйринг сформулировал описание химической реакции с точки зрения поверхности потенциальной энергии, а Поляни попробовал выполнить квантово-механический расчёт поверхности для реакции H + H2 → H2 + H.
Осенью 1930 года Эйринг вернулся на год в Беркли, чтобы преподавать химию. Профессор химического факультета Принстонского университета Хью Тейлор, впечатлённый работами Эйринга, пригласил его в Принстон для чтения лекций. Однако вместо нескольких лекций Эйринг проработал в Принстонском университете пятнадцать лет. В 1938 году он получил здесь профессорскую должность, продолжая активно заниматься исследованиями. Х.Тейлор, занимавшийся получением тяжёлой воды, написал немало работ в соавторстве с Эйрингом. Всего в 1932-1940 годах Генри Эйринг опубликовал 75 статей, основанных на его работе в Принстоне.
В военные годы Эйринг занимался другими исследованиями. Основное направление было связано с теорией детонации. Вместе с профессором Фрэнком Джонсоном они изучали воздействия температуры, давления и наркоза на светящиеся бактерии. В 1944 году научно-исследовательский институт текстильной промышленности был перемещён в Принстон, и Эйринг принял активное участие в исследовательской программе по изучению механических свойств текстильных изделий. В 1941—1947 годах Эйринг опубликовал более 50 статей. В 1945 году он был избран членом Национальной академии наук.
В 1946 году Эйринг перешёл в Университет штата Юта. В годы работы в Юте под его именем появилось примерно 485 статей. Эйринг много консультировал и путешествовал, проводил большое количество дискуссий.
В 1969 году Эйринг заболел раком, который, казалось, удалось вылечить. Однако, болезнь вернулась, и в последние годы его здоровье сильно пошатнулось, хотя он продолжал упорно и продуктивно работать. Он скончался в Солт-Лейк-Сити спустя два месяца после большой встречи в Берлине в честь пятидесятой годовщины знаменитой работы с Поляни, «Über Einfache Gasreaktionen.» (Простые газовые реакции, нем.)

## Научные достижения
Одним из самых важных достижений Генри Эйринга является разработка теории скоростей реакций. Согласно этой теории путь от реагентов к продуктам реакции лежит через энергетический барьер, соответствующий нестабильному химическому состоянию, которое Эйринг назвал активированным комплексом.
Ранее квантовая механика не применялась для изучения реакций. Эйринг и Поляни использовали метод Гайтлера-Лондона для изучения простейшей реакции Н + Н2 -> Н2 + Н. Эта работа была одной из первых, где квантовая механика была использована для получения энергии реакции.
Генри Эйринг описал химическую реакцию с точки зрения поверхности потенциальной энергии. Он применил свой метод расчёта поверхности потенциальной энергии для реакции водорода с галогенами и смог объяснить, почему водород и йод реагируют по бимолекулярному механизму, в то время как реакции водорода с бромом и хлором протекают по атомному механизму. Он также предсказал, что водород и фтор не реагируют при комнатной температуре.
Концепция поверхности потенциальной энергии была применена к проблемам в гетерогенном катализе. Эйринг развил идею активированного комплекса в качестве понятия, управляющего скоростью химических реакций, с определённым средним временем жизни, которое может быть вписано в строгие термины термодинамики и статистической механики. Однако следует отметить, что обоснованность главного положения этой теории часто ставили под сомнение, обсуждение этой теории продолжается по сей день. Тем не менее, общепризнанно то, что теория даёт весьма полезную основу для интерпретации скоростей химических реакций.
Генри Эйринг активно интересовался построением моделей для объяснения существования и свойств жидкого состояния. Понятие активированного комплекса было применено к таким динамическим свойствам, как вязкость и диффузия; оно использовалось также для интерпретации электролитических процессов и явления перенапряжения. Была признана роль нулевой точки энергии в разделения изотопов. Совместно с профессором физического факультета Э. У. Кондоном Эйринг разработал новую теорию происхождения оптической вращающей способности.
Генри Эйринг развивал структурную теорию жидкостей. Он ввёл понятие суммарной энтропии в рамках данной теории. Эйринг разработал модель, согласно которой система разбивалась на клетки вакантные и занятые компонентом раствора, который может испаряться, освобождая место в рассматриваемой квазирешетке.
В последние годы жизни Генри Эйринг интересовался проблемой раковых заболеваний в связи с болезнью его супруги. Бетси Стовер обратил внимание Эйринга на схожесть кривых смертности животных, подвергшихся радиоактивному воздействию, от рака кости, и распределения Ферми-Дирака. Эйринг предположил, что кривые насыщения в адсорбции схожи с кривыми, соответствующими мутации, которая влияет на распространение рака, и пропорциональна произведению долей нормальных и больных клеток.

## Награды
- 1932 — Специальный приз Кливлендской премии[англ.] Американской ассоциации развития Науки (AAAS)
- 1949 — Бингемская Медаль Общества Реологии
- 1964 — Премия Петера Дебая[англ.] по физической химии
- 1966 — Национальная научная медаль США
- 1967 — Премия Ирвинга Ленгмюра[англ.]
- 1968 — Премия Уилларда Гиббса
- 1968 — Мессенджеровские лекции
- 1969 — Премия Лайнуса Полинга
- 1969 — Медаль Эллиота Крессона от Института Франклина
- 1974 — Золотая тарелка
- 1975 — Медаль Ричардса
- 1975 — Медаль Пристли
- 1979 — Медаль Берцелиуса
- 1980 — Премия Вольфа по химии

## Религиозные взгляды
Генри Эйринг родился и вырос в мормонской семье. Он был последователем Церкви Иисуса Христа Святых Последних Дней на протяжении всей своей жизни. Эйринг опасался, что обеспокоенные защитники веры откажутся от новых научных результатов из-за очевидных противоречий с религией. Он активно выступал в разрешении конфликта между наукой и церковью.
Как последователь СПД Церкви он служил в качестве президента небольшого прихода, президента округа и более двадцати лет был членом генерального совета Союза Воскресных Школ Дезерета.

## Семья
Эйринг женился на Милдред Беннион. Она была родом из Грейнджер штата Юта, защитила степень в Университете Юты и в течение некоторого времени работала там в качестве главы факультета физической культуры. Она встретила Эйринга, когда готовилась к защите докторской степени в Висконсинском Университете. У них было три сына. Эдуард Маркус родился в Окленде в 1931 году, в Принстоне родились Генри Беннион (1933) и Харден Ромни (1936). Эдвард Маркус стал профессором химии в Университете Юты, Генри Беннион — представителем высшей власти Церкви СПД, Харден Ромни — руководителем высшего образования штата Юта.

## Важнейшие труды
Генри Эйринг написал более 600 научных статей, 10 научных книг и несколько книг на тему науки и религии. Он был автором и соавтором следующих книг:
- Henry Eyring, Taikyue Ree. A generalized theory of plasticity involving the virial theorem // Proc Natl Acad Sci USA, 1955, v.41(3), p. 118-122, (Обобщенная теория пластичности, включающая вириальную теорему)
- Henry Eyring, Charles B. Colburn, Bruno J. Zwolinski. The activated complex in chemisorption and catalysis // Discuss. Faraday Soc., 1950, v.8, p. 39-46 (Активированный комплекс в хемосорбции и катализе)
- Henry Eyring, F. Wm. Cagle Jr. An examination into the origin, possible synthesis, and physical properties of diamonds // Zeitschrift für Elektrochemie, Berichte der Bunsengesellschaft für physikalische Chemie, 1952, v. 56 (5), p. 480—483 (Исследование происхождения, возможного получения и физических свойств алмазов)
- Henry J. Eyring, Sheng H. Lin, S. M. Lin. Basic chemical kinetics. New York: John Wiley & Sons Inc, 1980. 504 p. (Основная химическая кинетика)
- A. S. Krausz, Henry J. Eyring. Deformation Kinetics. New York: John Wiley & Sons Inc, 1976. 412 p. (Кинетика деформаций)
- Henry Eyring. Modern chemical kinetics. New York: Reinhold Pub. Corp., 1967. 114 p. (Современная химическая кинетика).[5]
- Henry Eyring, Peter Gibbs. Non-classical reaction kinetics // Science, 1951, v. 113 (2926), p. 104—105 (Неклассическая кинетика реакций)
- Henry Eyring, John Walter, George E. Kimball. Quantum Chemistry. New York: John Wiley & Sons Inc, 1944. 410 p. (Квантовая химия)
- Henry Eyring, F.W.M. Cagle Jr. The significance of isotopic reactions in rate theory // J. Phys. Chem., 1952, v. 56 (7), p. 889—892 (Значение реакций с участием изотопов в теории скоростей)
- Henry Eyring, Mu Shik Jhon. Significant Liquid Structures. New York: John Wiley & Sons, 1969. 160 p. (Важнейшие жидкие структуры)[6]
- Henry J. Eyring, Douglas Henderson, Betsy Jones Stover, Edward M. Eyring. Statistical Mechanics and Dynamics. New York: John Wiley & Sons, 1982. 800 p.(Статистическая механика и динамика)
- Frank H. Johnson, Henry Eyring and Betsy Jones Stover. The Theory of Rate Processes in Biology and Medicine. New York: John Wiley & Sons, 1974. 704 p. (Теория скоростей в биологии и медицине)
- D.J. Caldwell, Henry J. Eyring. Theory of Optical Activity (Monographs on Chemistry series). New York: John Wiley & Sons, 1971. 254 p. (Теория оптической активности (монография в химической серии))

Религиозные публикации: книги.
- Henry Eyring. Reflections of a Scientist. Salt Lake City: Deseret Book Co, 1983. 101 p. (Размышления ученого)[7]
- Henry Eyring. The Faith of a Scientist. Bookcraft, Inc., Salt Lake City, 1967. 53 p. (Вера ученого)[8]
- Henry B. Eyring, Carl J. Christensen. Science and your Faith in God. Bookcraft, Inc., 1958. 317 p. (Наука и ваша вера в Бога)